# Соломія Словацька

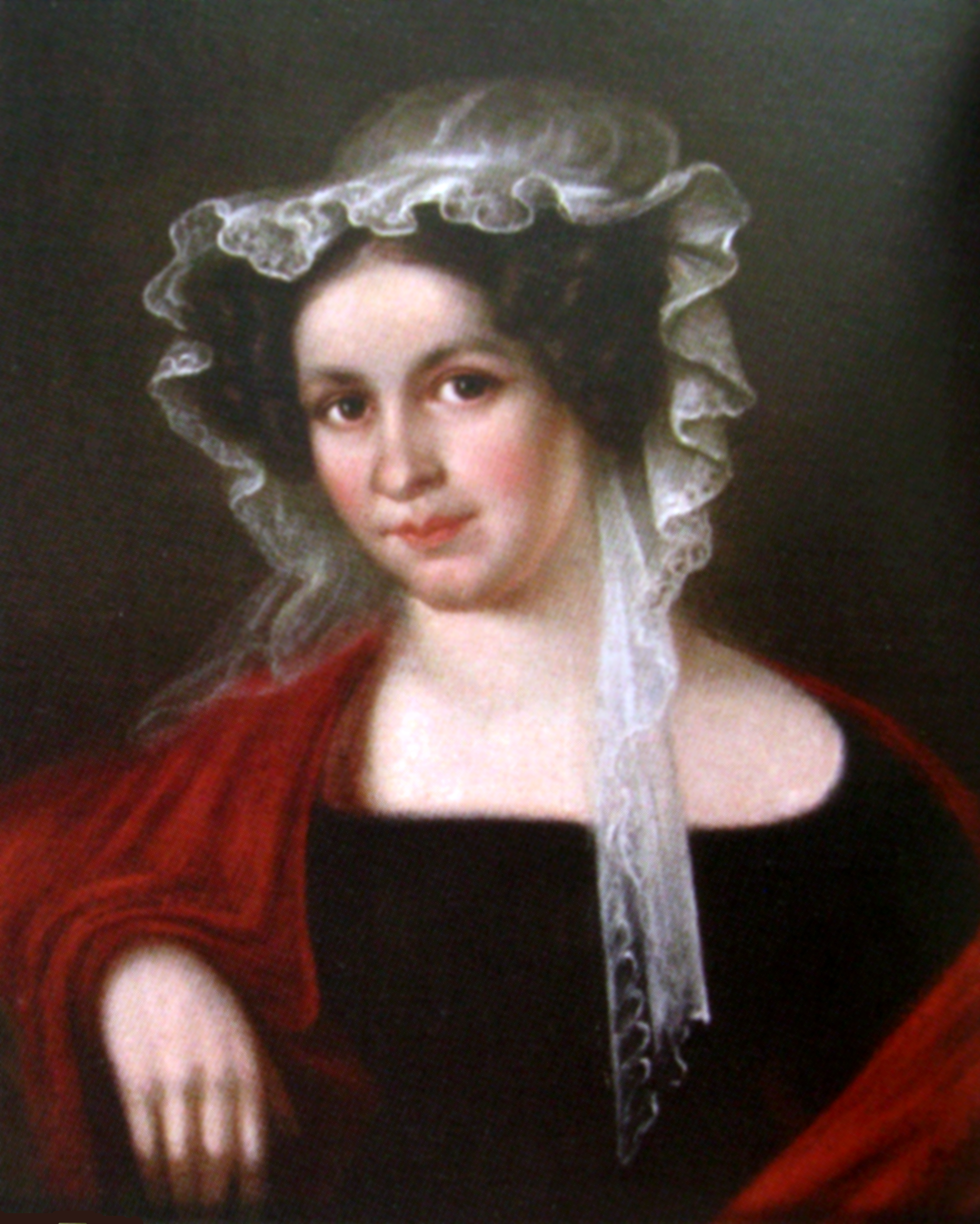
Соломія Бекю, живопис Бонавентури Клембовського приблизно з 1820 року

Соломія Словацька з Янушевських, удруге Бекю, пол. Salomea née Januszewski Słowacka secundo voto Bécu (нар. 1792 — 7 серпня 1855, Кременець) — дочка управителя Волинськогої гімназії в Кременці Теодора Янушевського та Олександри з Думановських, мати Юліуша Словацького.
Відома в літературі завдяки особистим численним ліричним листам до неї її сина. Для неї поет написав вірш «Матері», а Ян Лехонь присвятив їй вірш «Пані Словацька».

## Життєпис

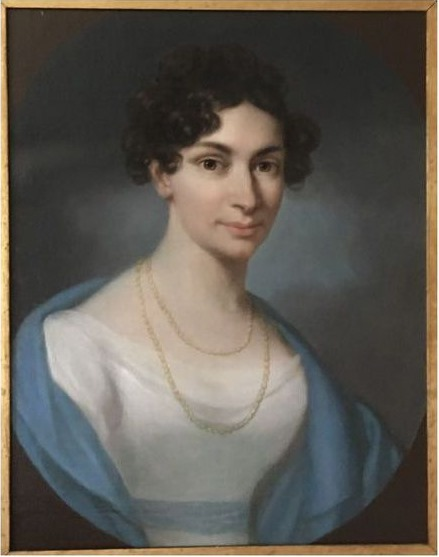
Соломія Бекю, живопис Францішека-Ксаверія Лампі

У 1808 році вона вийшла заміж за Євсевія Словацького. Через рік після весілля Словацькі жили у власному недавно зведеному будинку в Кременці. У 1811 році вони переїхали до Вільнюса, де чоловік отримав посаду професора в університеті. Після передчасної смерті чоловіка в 1814 році вона повернулася до Кременця з сином і поселилася у батьків. У 1818 році вона знову вийшла заміж за Августа Бекю, професора Вільнюського університету. Вийшовши заміж у Кременці, вона знову переїхала до Вільнюса. Другий чоловік Соломії помер у 1824 році, вражений блискавкою (ймовірно, кульовою). Після його смерті Соломія три роки мешкала у Вільнюсі зі своїм сином, який з 1825 року навчався на факультеті моралі та політичних наук. У 1827 році вона повернулася до Кременця. У 1829 році вирушила до Карлових Вар для покращення здоров'я. Деякий час мешкала в Дрездені, де в 1830 році Юліуш відвідав її перед поїздкою до Франції.
У 1838 році її заарештувала царська поліція, підозрюючи у зв'язках із підпіллям Шимона Конарського. Майже на рік її ув'язнили у Житомирі.
У 1848 році вона відвідала Вроцлав, де побачилася зі своїм давно не баченим сином. Вона зібрала спадщину свого сина у їхньому родинному будинку. Юліуш надіслав їй понад 130 листів зі своїх подорожей. Вона пересилала поетові гроші, які він уміло вклав на Паризькій фондовій біржі, завдяки чому здобув фінансову незалежність. Вона також направляла значні кошти польським депортованим у Нерчинськ. Померла Соломія Словацька 1855 року в Кременці.
Її поховали на кладовищі Туніцьких у Кременці. У 1927 р. урна з землею з її могили була похована поруч із саркофагом сина в склепі Національному Вешловських на Вавелі. У Кременці у вересні 2005 року, на 196-ту річницю від дня народження Юліуша Словацького, було відкрито дошку, присвячену його матері.

## Додаткова література
- Polski Słownik Biograficzny. Т. 1. Kraków: Polska Akademia Umiejętności – Skład Główny w Księgarniach Gebethnera i Wolffa. с. 393—394. Передрук: Національна біюліотека ім. Оссолінських, Краків 1989
- Тернопільський енциклопедичний словник: у 4 т. / редкол.: Г. Яворський та ін. — Тернопіль: Видавничо-поліграфічний комбінат «Збруч», 2008. — Т. 3 : П — Я. — С. 292. — ISBN 978-966-528-279-2.